# Bathyphantes gracilis
Bathyphantes gracilis (Blackwall, 1841) è un ragno appartenente alla famiglia Linyphiidae.

## Distribuzione
La specie è stata rinvenuta in diverse località della regione olartica

## Tassonomia
È la specie tipo del genere Bathyphantes Menge, 1866.
Non sono stati esaminati esemplari di questa specie dal 2011
Attualmente, a dicembre 2013, non sono note sottospecie